# Aston Martin AMR22
Az Aston Martin AMR22 egy Formula–1-es versenyautó, amelyet az Aston Martin F1-es csapata tervezett és fejlesztett ki, hogy részt vegyen a 2022-es Formula–1-es világbajnokságon. Pilótái Sebastian Vettel és Lance Stroll voltak, illetve két futam erejéig a Vettel helyett beugró Nico Hülkenberg. Habár Vettel az autóinak beceneveket szokott adni, az AMR22-es nem rendelkezik ilyennel.

## Áttekintés
Elsőként mutatták be a 2022-es szabályváltozásokat követően élőben (tehát nem számítógéppel renderelt kép formájában). A tervezést Mike Krack, a BMW Motorsporttól érkező új csapatfőnök felügyelte. 2022 áprilisában a Red Bull csapatától csatlakozott a munkákhoz Dan Fallows.
Bemutatásakor feltűnést keltett a széles kasztni, amely a szabályok szerint használható maximális méretű padlólemezt rejtette. Az oldaldobozok alsó része mélyen alá volt vágva, a padlólemez kialakítása pedig dupla volt. A motor egészen hátul kapott helyet, tekintettel a viszonylag kisméretű váltószerkezetre. Mindkét oldaldoboz tetején, annak teljes hosszában kopoltyúszerű hűtőnyílások sorakoztak.
Ezt a dizájnt a spanyol nagydíjtól kezdve alaposan átalakították: az oldaldobozok ívesebbek lettek, a hűtőnyílások jelentősen kisebbek lettek, amely kialakítás feltűnően hasonlított a Red Bull által használtra. Olyannyira, hogy az FIA is vizsgálni kezdte annak szabályszerűségét. Andrew Green főtervező szerint egyszerűen csak arról volt szó, hogy alapvetően kétféle kialakításban gondolkodtak, és ez tűnt hatékonyabbnak.
Az Aston Martin névadó szponzorai ebben az évben is az Aramco olajtársaság és a Cognizant tech-cég voltak, emellett a Crypto.com volt a csapat harmadik fő partnere.

## A szezon
Nagyon nehezen kezdte az évet a csapat, miután kiderült, hogy az erősorrendben visszacsúsztak leghátulra. Emellett Vettel az első két versenyt ki kellett, hogy hagyja koronavírus-fertőzés miatt. Se a helyette beugró Hülkenberg, se Stroll nem tudtak pontot szerezni. Imolában aztán végre kettős pontszerzést könyvelhettek el. Alapvetően igaz volt az, hogy ha az időmérő edzéseken jó pozícióba tudnak keveredni, akkor azt a futamon is jó helyezésre tudják váltani, de ha azt elrontják, akkor a versenyüknek is annyi. Stroll Miamiban is pontot szerzett, majd Vettel Monacóban lett tizedik, illetve Bakuban szerzett egy meglepetésszerű hatodik helyet. A francia nagydíjon az autók orrkúpjain az Aston Martin száz éves motorsportban való részvétele előtt tisztelegve egy tradícionális logót szerepeltettek. A magyar nagydíjat megelőzően Vettel bejelentette visszavonulását a sportágból.

Az idény második felében Vettel teljesített jobban, Stroll jobbára különféle veszélyes manőverek kapcsán mutatott emlékezetes teljesítményt. A szezonzáró futamon mindketten pontot szereztek, és pontegyenlőséggel álltak az Alfa Romeo csapatával, de mivel az Aston Martin legjobb helyezése egy hatodik hely volt az idényben, ezért meg kellett elégedniük a konstruktőri hetedik hellyel.

## Eredmények
| Év   | Csapat                              | Motor               | Gumik | Pilóták          | Futamok | Futamok | Futamok | Futamok | Futamok | Futamok | Futamok | Futamok | Futamok | Futamok | Futamok | Futamok | Futamok | Futamok | Futamok | Futamok | Futamok | Futamok | Futamok | Futamok | Futamok | Futamok | Pontok | Helyezés |
| Év   | Csapat                              | Motor               | Gumik | Pilóták          | BHR     | SAU     | AUS     | EMI     | MIA     | ESP     | MON     | AZE     | CAN     | GBR     | AUT     | FRA     | HUN     | BEL     | NED     | ITA     | SIN     | JPN     | USA     | MXC     | SAP     | ABU     | Pontok | Helyezés |
| ---- | ----------------------------------- | ------------------- | ----- | ---------------- | ------- | ------- | ------- | ------- | ------- | ------- | ------- | ------- | ------- | ------- | ------- | ------- | ------- | ------- | ------- | ------- | ------- | ------- | ------- | ------- | ------- | ------- | ------ | -------- |
| 2022 | Aston MartinAramco CognizantF1 Team | Mercedes-AMG F1 M13 | P     | Lance Stroll     | 12      | 13      | 12      | 10      | 10      | 15      | 14      | 16†     | 10      | 11      | 13      | 10      | 11      | 11      | 10      | KI      | 6       | 12      | KI      | 15      | 10      | 8       | 55     | 7.       |
| 2022 | Aston MartinAramco CognizantF1 Team | Mercedes-AMG F1 M13 | P     | Sebastian Vettel |         |         | KI      | 8       | 17†     | 11      | 10      | 6       | 12      | 9       | 17      | 11      | 10      | 8       | 14      | KI      | 8       | 6       | 8       | 14      | 11      | 10      | 55     | 7.       |
| 2022 | Aston MartinAramco CognizantF1 Team | Mercedes-AMG F1 M13 | P     | Nico Hülkenberg  | 17      | 12      |         |         |         |         |         |         |         |         |         |         |         |         |         |         |         |         |         |         |         |         | 55     | 7.       |

- † - nem fejezte be a futamot, de rangsorolták, mert teljesítette a versenytáv 90%-át